# Issikiella boliviensis
Issikiella boliviensis är en näbbsländeart som beskrevs av Gregorio J. Williner 1985. Issikiella boliviensis ingår i släktet Issikiella och familjen styltsländor. Inga underarter finns listade i Catalogue of Life.